# Szende Bessy
Szende Bessy (Budapest, 1919. november 8. – Budapest, 2001. február 11.) magyar színésznő.

## Életpályája
1938-ban szerzett színészi diplomát a Színművészeti Akadémián. 1938-tól több vidéki színház tagja volt. 1953-tól a debreceni Csokonai Színházban, 1956-tól az egri Gárdonyi Géza Színházban játszott. 1959-től a Békés Megyei Jókai Színház társulatának tagja volt. 1963–1976 között a győri Kisfaludy Színház művésznője volt. 1984–85-ben Budapesten, a Játékszínben is játszott.
Megjelenése, hangja elsősorban a drámai szerepkörre predesztinálta. Televíziós nívódíjban több alkalommal is részesült (1969; 1971; 1973).
Férje Solti Bertalan Kossuth-díjas színművész volt.

## Fontosabb színházi szerepei
- Shakespeare: Hamlet... Gertrúd
- Shakespeare: Szentivánéji álom... Titánia
- Shakespeare: Rómeó és Júlia... Júlia dajkája
- Csehov–Nagy András: Magyar három nővér... Boriska
- Schiller: Tell Vilmos... Stauffacher felesége
- Schiller: Ármány és szerelem... Lady Milford
- Euripidész: A trójai nők... Hekabe, Priamos özvegye
- Euripidész: Elektra Oresztész... Klütaimnésztra
- Lev Tolsztoj: Anna Karenina... Anna Karenina
- Alekszandr Nyikolajevics Osztrovszkij: Karrier... Manyefa, jósnő
- Gorkij: Éjjeli menedékhely... Anna
- Gorkij: Vassza Zseleznova... Vassza Boriszova
- Victor Hugo: A királyasszony lovagja... Neuburgi Mária, Spanyolország királynéja
- George Bernard Shaw: A milliomosnő... Epifánia
- Eugene O’Neill: Amerikai Elektra... Christine, a tábornok felesége
- Bertolt Brecht: Koldusopera... Kocsma Jenny
- Jean Anouilh: Öt perc boldogság... Barbara, Robert felesége
- Louis Verneuil: Lamberthier úr... Germaine
- Alan Jay Lerner – Frederick Loewe: My Fair Lady... Mrs. Higgins
- Jiří Brdečka: Limonádé Joe... Tornádó Lou, bárhölgy a 'Kíváncsi Bivaly'-ban
- Mona Brand: Hamilton család... Mrs. Hamilton
- Katona József: Bánk bán... Gertrudis, királyné
- Jókai Mór: A kőszívű ember fiai... Baradlayné
- Madách Imre: Az ember tragédiája... Éva; A Föld szellemének hangja
- Vörösmarty Mihály: Csongor és Tünde... Tünde
- Mikszáth Kálmán - Benedek András - Karinthy Ferenc: A Noszty fiú esete Tóth Marival... Homlódyné
- Bródy Sándor: A tanítónő... Tóth Flóra
- Heltai Jenő: A néma levente... Zilia Duca
- Szomory Dezső: Szabóky Zsigmond Rafael... Nagymama
- Kállai István: Kötéltánc... Vera
- Örkény István: Macskajáték... Orbánné
- Felkai Ferenc: Néró... Agrippina
- Kárpáti Aurél - Vajda László: Kőműves Kelemen... Ótom Krisztina, Kőmíves Kelemen felesége
- Kovách Aladár: Téli zsoltár... Lórántffy Zsuzsanna
- Sánta Ferenc: Húsz óra... Öregasszony
- Kertész Ákos: Névnap... Bözsi, Varga felesége
- Padisák Mihály: 'Trónörökös'... Keresztesné, született Kálózy Janka
- Ozzo Zelenka: A sokat olvasó nagymama esete... Nagymama
- Eisemann Mihály - Békeffi István: Egy csók és más semmi... Annie
- Kálmán Imre: Csárdáskirálynő... Cecília

## Filmek, tv
- Füst Milán: Máli néni (színházi előadás tv-felvétele)
- Nyitott ház (1983)
- Zuhanás közben (1987)
- Aranyóra (1987)